# Betsy Rossová
Betsy Rossová (1. ledna 1752 Filadelfie – 30. ledna 1836 tamtéž) byla americká švadlena, která údajně ušila první americkou vlajku.

## Život
Narodila se ve Philadelphii jako Elizabeth Griscomová, byla osmá ze sedmnácti dětí, vyrůstala ve kvakerské rodině, vyučila se u čalouníka Williama Webstera, v roce 1773 se vdala za svého spoluučně Johna Rosse, čímž byla vyloučena z kvakerské církve. Mladý pár si zařídil vlastní čalounictví a vstoupil do episkopální církve a začali chodit do kostela Christ Church, kam chodil také George Washington a jeho rodina. John Ross krátce poté zemřel ve válce za nezávislost při výbuchu muničního skladu. Podruhé se vdala v roce 1777 za Josepha Ashburna, který byl zajat Brity a uvězněn, měla s ním jednu dceru. Roku 1783 se vdala potřetí za Johna Claypoola, se kterým měla pět dcer. Claypoole zemřel v roce 1817, Rossová vedla čalounictví ještě asi deset let, a když oslepla, žila s jednou ze svých dcer v Abingtonu a ve Philadelphii.

## Legenda
Podle legendy, kterou poprvé publikoval v roce 1870 vnuk Rossové William J. Canby, si u ní v červenci 1776 George Washington, Robert Morris a příbuzný Betsy Rossové a státník George Ross objednali vlajku, Rossová k jejich návrhům měla několik připomínek (mj. náhrada původních šesticípých hvězd za pěticípé).
Legenda není doložena a vychází z ústní tradice rodiny Rossové, je však jedním ze symbolů americké historie a domnělý dům Betsy Rossové ve Philadelphii je jednou z nejnavštěvovanějších památek tohoto města.